# IAMX
IAMX — сольный музыкальный проект Криса Корнера, ранее лидера британской группы Sneaker Pimps, основанный в 2004 году в Лондоне. Проект является полностью независимым и включает в себя, кроме музыкальной составляющей, эксперименты со световыми эффектами, визуальным рядом, театрализованностью и спонтанностью выступлений, активным взаимодействием со зрителями и подразумевает их полную вовлечённость в происходящее на сцене. В музыкальном плане IAMX охватывает многие жанры от электроник-рока и танцевальной музыки до дарк-кабаре. Яркость и широкий диапазон голоса Корнера, а также его способ программирования звука также являются отличительными характеристиками звучания IAMX.
C 2006 по 2014 год проект базировался в Берлине (Германия), где «дух музыки свободен от рамок индустрии и может следовать своим, независимым путём». Тексты песен посвящены темам сексуальной самоидентификации, смерти, любви, наркотической зависимости, отчуждения, гендерной неоднозначности, рефлексии, а также критике религии, политики и современного общества.
В 2014 году IAMX переехал из Берлина в Лос-Анджелес.
Живые выступления IAMX известны своей экспрессивностью и непредсказуемостью. Эксцентричный и часто провокационный образ Криса Корнера — неотъемлемая часть представлений, эпатажные костюмы и декорации для сцены создаются им и музыкантами, приглашёнными для выступлений.
Полное визуальное представление о концертных выступлениях проекта нельзя представить без видеоряда, проецируемого на экраны во время концертов. Этот контент противоречив и смонтирован самим Корнером, включая в себя срежиссированные и снятые им самим картины, фрагменты из клипов IAMX, а также сцены из произведений авторского и артхаусного кино.
На настоящий момент на счету IAMX восемь студийных альбомов, каждый из которых был выпущен независимо и спродюсирован Крисом Корнером (кроме некоторых треков на The Unified Field, спродюсированных Джимом Аббиссом)

## История
IAMX был основан Корнером в 2004 году в Лондоне. Название «I am X» является отсылкой к Becoming X, названию дебютного альбома Sneaker Pimps. Корнер объяснил, что основывая IAMX, он больше не чувствовал, что «становится Х», но чувствовал, что стал «Х». Значение Х, по словам создателя, может меняться как меняется значение переменной в математическом уравнении.

### Kiss + Swallow(2004—2006)
Дебютный альбом, Kiss + Swallow, был выпущен в 2004 году и состоял из меланхоличных тёмных песен, тексты которых были посвящены темам психологии сексуальных фантазий, гендерной неоднозначности, исследования одиночества, агрессии и тоски. Альбом, как и все остальные, был написан, спродюсирован и смикширован самим Крисом Корнером. Kiss + Swallow записан в Лондоне, в домашней студии автора, называвшейся The Den.
Многие из треков были изначально написаны Корнером для четвёртого альбома Sneaker Pimps, однако в процессе работы над ним стало ясно, что направление группы не соответствует песням, к тому же Крис был недоволен звучанием материала. Тем не менее песни оставались важными для Корнера, и он решил продолжить работу над ними, использовав в своём собственном проекте.
После выхода Kiss + Swallow Корнер отправился в тур с IAMX, играя на центральных площадках Европы, Восточной Европы и США. Концертный состав группы постоянно варьировался, в него входили близкие друзья Корнера, включая Сью Деним из Robots in Disguise (её вокал можно услышать и на альбоме), Ноэля Филдинга и Джулиана Бэррэтта из Майти Буш, Джеймса Кука из Nemo, Мэри Амброуз и актрису Джулию Дэвис.
Kiss + Swallow был выпущен в США 17 июня 2008 года, эта версия альбома включала ранее неизданный трек «i-Polaroids» и ремикс на заглавную песню от Moonbootica, также это издание имеет отличающуюся от оригинальной обложку.
Между турами 2005 года Крис Корнер написал и спродюсировал саундтрек к французскому фильму Les Chevaliers du Ciel (русское название: Рыцари неба), а также второй альбом Robots in Disguise — Get RID!

### The AlternativeandLive in Warsaw(2006—2008)
Второй альбом IAMX, The Alternative, был выпущен в апреле 2006 года в Европе, в октябре 2007 (в цифровом виде) и ноябре 2007 года (физически) в Великобритании и Ирландии, в мае 2008 года в США (на Metropolis Records).
Американская и английская версии альбома отличались от прочих чёрным цветом ленты на обложке, а также наличием альтернативных версий нескольких треков с добавлением бэк-вокала Жанин Гебауэр и скрытой инструментальной скрипичной версией «Spit it Out», которая была аранжирована и записана Одри Морзе.
Летом 2006 года был объявлен новый лайн ап: Жанин Гебауэр (Гезанг с 2009) (клавишные, бэк-вокал, бас-гитара), Дин Розенцвейг (гитара, бас-гитара) и Том Марш (ударные).
Розенцвейг и Марш покинули живой состав группы к 2010 году, тогда как Гебауэр (Гезанг) до сих пор является частью проекта.
Концертный альбом Live in Warsaw был выпущен ограниченным тиражом 14 ноября 2008 года на собственном лейбле IAMX — 61seconds.
Выступление было записано перед аудиторией для Polskie Radio Program III, а затем смикшировано Корнером в студии IAMX2 в Берлине. Альбом был доступен исключительно в онлайн-магазине IAMX и сейчас распродан.

### Kingdom of Welcome AddictionandDogmatic Infidel Comedown OK(2009—2011)
Третий альбом IAMX, Kingdom of Welcome Addiction, был выпущен 19 мая 2009 года. Альбом отличается от предыдущих более сложным звучанием, выходу предшествовал новый трек — «Think of England», который был доступен для свободного скачивания 7 ноября 2008 года.
В начале 2010 года был объявлен лайн ап: Жанин Гезанг (клавишные, бэк-вокал, бас-гитара), Альберто Альварес (гитара, бэк-вокал, ударные) и Джон Харпер (ударные). В августе 2010 года стало известно, что Харпер был заменён MAX, драм-машиной, которая была запрограммирована и запускалась Корнером.
Dogmatic Infidel Comedown OK, ремиксованная и переработанная версия альбома, вышел 19 марта 2010 года. Релиз включает в себя переработанные самим Корнером под псевдонимом UNFALL песни, а также ремиксы других музыкантов, в том числе Alec Empire, Terence Fixmer, Combichrist, Black Light Odyssey и др. Все работы других артистов были отобраны Корнером или предложены ему для доработки.
Название альбома ремиксов является анаграммой от первоначального названия альбома Kingdom of Welcome Addiction.

### Volatile Times(2011)
14 апреля 2010 года Корнер сообщил на официальной странице IAMX в Twitter, что он работает над четвёртым студийным альбомом, названным IAMX4. 19 октября 2010 года на официальной странице IAMX в Facebook было объявлено, что альбом назван Volatile Times.
Альбом вышел в Европе 18 марта 2011 года и достиг 68 строки в German Media Control Charts. Примерно за неделю до официального релиза трек «Fire and Whispers» стал доступен для свободного скачивания с веб-сайта IAMX.
2 сентября 2013 года полностью переработанная версия Volatile Times (цифровой формат) была выпущена в США и Канаде. Кроме того, релиз отличается от ранее выпущенной версии тремя бонус-треками: «Avalanches», «Volatile Times (IAMseX Unfall Rework)» и «Bernadette (Post Romanian Storm)».
В 2011 году, во время которого состоялось два Европейских тура — «Fire And Whispers Tour» (первая половина года) и «Into Asylum Tour» (вторая половина года), к концертному составу группы присоединилась Кэролайн Вебер (ударные).

### The Unified Field(2012—2013)
1 февраля 2012 года на официальных страницах IAMX в Twitter и Facebook было объявлено, что официально началась работа над пятым студийным альбомом, рабочее название которого — IAMX5.
13 мая Крис Корнер анонсировал видеоблог, который будет выходить на официальном канале IAMX на YouTube каждые две недели, что позволит фанатам наблюдать за процессом создания альбома. В третьем видеоблоге Крис оповестил о том, что сопродюсером IAMX5 будет Джим Аббисс, который также был сопродюсером дебютного альбома Sneaker Pimps, «Becoming X». 6 июля 2012 года в очередном блоге Крис показал название нового трека, «Come Home».
1 октября 2012 года был запущен проект по сбору средств через сайт PledgeMusic, который позволял фанам профинансировать запись и залоговые суммы на бронирование тура, приобретая такие эксклюзивные предметы, как концертные сет-листы, барабанные палочки, но в первую очередь — диски, в том числе предзаказывая новый альбом. Цель сбора средств была достигнута всего за один час, в конечном счёте было собрано 817 % от установленной суммы, что на настоящий момент является абсолютным рекордом среди проектов PledgeMusic. 19 октября 2012 года стало известно, что альбом будет называться The Unified Field, и ему будет предшествовать сингл с двойной стороной А (выпущен 3 декабря).
Альбом был выпущен 20 марта 2013 года для тех, кто поддерживал проект на PledgeMusic, и 22 марта 2013 года для широкой публики.
22 марта также был выпущен документальный фильм «You Can Be Happy» о создании альбома.
После выпуска альбома был объявлен «Animal Impulses Tour», в котором к концертному составу присоединились Ричард Анкерс (ударные) и Сэмми Долл (клавишные, бэк-вокал), серия концертов началась в Европе, продолжилась в Северной Америке и Канаде и была прервана после фестивальных концертов в Европе.
16 августа 2013 года менеджер IAMX, Реза Давуди, разместил на официальной странице в Facebook информацию о том, что осенний тур «Screams» будет перенесён на 2014 год из-за диагностированной у Криса хронической бессонницы и необходимости продолжительного лечения.
31 мая 2014 года Крис выступил в прямом эфире с акустическим сетом песен с Kiss + Swallow в Глендейле (Калифорния), транслировавшемся через интернет по всему миру.
17 августа был сыгран сет песен с The Alternative, также Корнер ответил на некоторое количество вопросов от зрителей, в ходе чего намекнул на новый альбом.
Многие песни IAMX использовались в сериале ABC — How to Get Away with Murder: «I Come With Knives», «I Salute You Christopher», «The Unified Field», «Cold Red Light», «Volatile Times», «Walk With The Noise», «Music People», «Happiness», также прозвучала нереализованная демозапись «Dead in this House».

### Metanoia(2014—2016)
21 декабря 2014 года был объявлен сбор средств на запись IAMX6 на сайте PledgeMusic, выход альбома заявлен на раннюю осень 2015 года. 11 июня 2015 года анонсировано название нового альбома — Metanoia, релиз которого состоялся 2 октября 2015 года.
В поддержку альбома был объявлен «Metanoia Tour», первая часть которого началась 6 октября 2015 года в Северной Америке и Канаде, затем выступления продолжились в Европе и России и завершились в Германии в конце 2015 года.
Состав лайн-апа: Жанин Гезанг (клавишные, бэк-вокал, бас-гитара), Сэмми Долл (клавишные, бэк-вокал) и Джон Сайрен (ударные).
Тур продолжился 17 февраля 2016 года: группа посетила с концертами страны Северной и Восточной Европы, впервые посетив Беларусь. Были даны концерты в Италии, Греции, Бельгии, Нидерландах, Швейцарии, Австрии и Германии. Летом группа приняла участие в крупных европейских фестивалях, в том числе «MAXIDROM» в Москве.
4 сентября 2016 года был издан мини-альбом «Everything Is Burning» в качестве дополнения к «Metanoia», а также были объявлены новые даты выступлений в США и Европе.

### Unfall(2017)
15 июля 2017 года в сети появилось сообщение: «IAMX electronic self-indulgence = UNFALL». Чуть позже было объявлено, что Unfall — название грядущего инструментального альбома, который Корнер называет «экспериментальным». 9 сентября вышел сингл «TeddyLion», а сам альбом, содержащий 13 композиций, увидел свет 22 сентября. С записью Корнеру помогал Джим Аббис.
Альбом отмечен как «своеобразная хроника творческого запоя и путешествий по мирам мрачноватой индустриальной электроники».

### Alive In New Light(2018 — настоящее время)
Работа над альбомом началась в 2016 году во время Metanoia Tour. 14 ноября 2017 года была опубликована фотография, содержащая названия новых 9 треков и надпись IAMX7. 13 декабря 2017 года была опубликована обложка и объявлена дата выхода нового альбома Alive In New Light - 2 февраля 2018 года, а также были объявлены первые даты предстоящего тура в поддержку альбома.
Первый сингл «Alive In New Light» вышел 18 января 2018 года на YouTube.
Второй сингл «Mile Deep Hollow» также вышел на YouTube 30 января 2018 года. Однако фактическая его премьера состоялась в 4 сезоне сериала «Как избежать наказания за убийство» (эпизод от 16 ноября 2017).
В марте 2018 года началось сотрудничество с видеохостингом Vevo, после чего 2 марта состоялась премьера клипа «Stardust».

## Turmwerk
В 2008 году IAMX переместился за пределы Берлина. Корнер говорил в интервью, что он купил здание, которое раньше было гидротехническим заводом в бывшей Восточной Германии. С тех пор завод получил название «Turmwerk» и использовался для студийной записи, репетиций, фотосессий, создания клипов и видеоряда, используемого на живых выступлениях. Именно там создан клип на «My Secret Friend» c Imogen Heap, фотосессии для обложки четвёртого студийного альбома, Volatile Times, сделанные фотографом из Берлина Беном Вольфом и пресс фотографии для пятого альбома, The Unified Field, фотографами Джо Дилворт и Сэмми Долл. Turmwerk стал рабочим пространством не только для IAMX, но и для других музыкантов, например, Noblesse Oblige, продюсера Джима Аббисса, музыканта Джеймса Кука, а также VIOLENTA, проекта Альберто Альвареса. Крис Корнер говорил, что его мечтой было создать место для художников и музыкантов, где они смогли бы сфокусироваться на творчестве и мыслить свободно.

## Дискография

### Альбомы
- Kiss + Swallow (Recall) — 13 июня 2004 и 17 июня 2008 (перевыпуск в США)
- The Alternative[англ.] (61seconds) — 28 апреля 2006 и 6 мая 2008 (перевыпуск в США)
- Kingdom of Welcome Addiction[англ.] (61seconds) — 19 мая 2009
- Volatile Times[англ.] (BMG Rights Management) — 18 марта 2011 и 2 сентября 2013 (цифровой выпуск в США и Канаде)
- The Unified Field[англ.] (61seconds) — 22 марта 2013
- Metanoia[англ.] (Orphic) — 2 октября 2015
- Everything Is Burning (Metanoia Addendum) (Orphic) — 2 сентября 2016 — мини-альбом
- Unfall (Orphic/Caroline International/Universal) — 22 сентября 2017
- Alive In New Light (Orphic/Caroline International/Universal) — 2 февраля 2018
- Echo Echo (Orphic) — 13 марта 2020
- Machinate (UNFALL Productions) — 19 ноября 2021
- Fault Lines¹ (UNFALL Productions) — 12 мая 2023

### Ремикс альбомы
- Dogmatic Infidel Comedown OK (61seconds) — 19 марта 2010

### Концертные альбомы
- Live in Warsaw (61seconds) — 14 ноября 2008
- Mile Deep Hollow Tour (UNFALL Productions) – 16 сентября 2022 (концертный альбом из тура 2019 года)

### EPs
- Your Joy Is My Low (Acute Music) — 1 января 2004
- Your Joy Is My Low Remixes (Anorak Supersport) — 26 мая 2005
- IAMIXED (NoCarbon) — 20 декабря 2008
- Tear Garden — 2009
- Bernadette — 29 июля 2011 (расширенное переиздание 16 сентября 2022)
- Volatile Times — 23 сентября 2011
- Mile Deep Hollow (download EP) — 14 декабря 2018

### Синглы
| Год  | Название                                     | Лейбл                                                                           | Альбом                       |
| ---- | -------------------------------------------- | ------------------------------------------------------------------------------- | ---------------------------- |
| 2004 | «Kiss and Swallow»                           | Tennis Schallplatten                                                            | Kiss + Swallow               |
| 2006 | «Spit It Out»                                | 61seconds, Major Records                                                        | The Alternative              |
| 2006 | «The Alternative»                            | Major Records                                                                   | The Alternative              |
| 2007 | «Nightlife»                                  | 61seconds, Major Records                                                        | The Alternative              |
| 2008 | «The Alternative»                            | Fiction, No Carbon, Genepool (UK Only)                                          | The Alternative              |
| 2008 | «Spit It Out»                                | Fiction, No Carbon, Genepool (UK Only), Metropolis Records (US Only)            | The Alternative              |
| 2008 | «President»                                  | 61seconds, Fiction, No Carbon, Genepool (UK Only), Metropolis Records (US Only) | The Alternative              |
| 2008 | «Think of England»                           | 61seconds (UK Only), Metropolis Records (US Only)                               | Kingdom of Welcome Addiction |
| 2009 | «Think of England»                           | 61seconds, Metropolis Records (US + digital only)                               | Kingdom of Welcome Addiction |
| 2009 | «Tear Garden»                                | 61seconds, Metropolis Records (US + digital only)                               | Kingdom of Welcome Addiction |
| 2009 | «My Secret Friend» (with Imogen Heap)        | 61seconds, Metropolis Records (US + digital only)                               | Kingdom of Welcome Addiction |
| 2011 | «Ghost of Utopia» (digital)                  | BMG Rights Management                                                           | Volatile Times               |
| 2011 | «Bernadette» (digital)                       | BMG Rights Management                                                           | Volatile Times               |
| 2011 | «Volatile times»                             | BMG Rights Management                                                           | Volatile Times               |
| 2012 | «The Unified Field/Quiet The Mind» (digital) | 61seconds                                                                       | The Unified Field            |
| 2013 | «I Come With Knives»                         | 61seconds                                                                       | The Unified Field            |
| 2013 | «Come Home»                                  | 61seconds                                                                       | The Unified Field            |
| 2015 | «Happiness»                                  | Metropolis                                                                      | Metanoia                     |
| 2015 | «Oh Cruel Darkness Embrase Me»               | Orphic                                                                          | Metanoia                     |
| 2015 | «North Star»                                 | Orphic                                                                          | Metanoia                     |
| 2017 | «TeddyLion»                                  | Orphic                                                                          | Unfall                       |
| 2018 | «Alive In New Light»                         | Orphic                                                                          | Alive In New Light           |
| 2018 | «Mile Deep Hollow»                           | Orphic                                                                          | Alive In New Light           |
| 2018 | «Stardust»                                   | Orphic                                                                          | Alive In New Light           |
| 2020 | "Surrender"                                  |                                                                                 | Echo Echo                    |
| 2021 | "Art Bleeds Money"                           | Unfall                                                                          | Machinate                    |
| 2023 | "The X ID"                                   | Unfall                                                                          | Fault Lines¹                 |
| 2023 | "Fault Lines" (EP)                           | Unfall                                                                          | Fault Lines¹                 |

### Клипы
| Год  | Название                              | Режиссёр                      |
| ---- | ------------------------------------- | ----------------------------- |
| 2004 | «Kiss and Swallow»                    |                               |
| 2005 | «Missile» (bath version)              |                               |
| 2005 | «Missile» (second version)            | Martin Wilk                   |
| 2006 | «Spit it Out»                         | Hans Hammers Jr.              |
| 2006 | «President»                           | Hans Hammers Jr.              |
| 2008 | «Song of Imaginary Beings»            | Verena Jabbs                  |
| 2009 | «Think of England»                    | Michel Briegel                |
| 2009 | «Tear Garden»                         | Ruth Render                   |
| 2009 | «My Secret Friend» (with Imogen Heap) | Chris Corner                  |
| 2009 | «I Am Terrified»                      | Chris Corner                  |
| 2009 | «I Am Terrified» (Alec Empire Remix)  | Chris Corner                  |
| 2011 | «Ghost of Utopia»                     | Chris Corner                  |
| 2011 | «Dance With Me»                       | Chris Corner                  |
| 2011 | «Bernadette»                          | A Nice Idea Every Day         |
| 2011 | «Volatile Times»                      | Michel Briegel                |
| 2013 | «The Unified Field»                   | Adam Anthony                  |
| 2013 | «Quiet the Mind»                      | Chris Corner / Danny Drysdale |
| 2013 | «I Come With Knives»                  | Michel Briegel                |
| 2013 | «Come Home»                           | Chris Corner                  |
| 2015 | «Happiness»                           | Chris Corner                  |
| 2015 | «Oh Cruel Darkness Embrace Me»        | Danny Drysdale                |
| 2016 | «North Star»                          | Chris Corner                  |
| 2016 | «The Void»                            | Chris Corner                  |
| 2018 | «Stardust»                            | Chris Corner                  |
| 2018 | «Mile Deep Hollow»                    | Chris Corner                  |
| 2020 | «Surrender (Acoustic)»                | Chris Corner                  |
| 2022 | "Art Bleeds Money"                    | Chris Corner                  |
| 2023 | "The X ID"                            | Chris Corner                  |
| 2023 | "Fault Lines" (lyric video)           | Chris Corner                  |